# حوض سرت

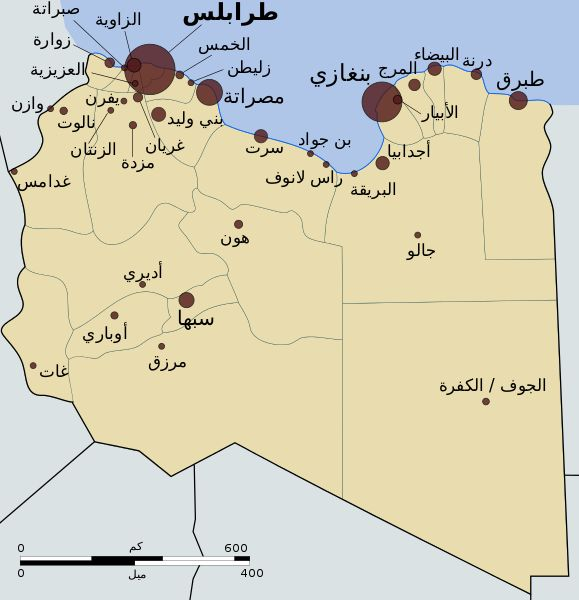
خريطة الحقول النفطية بليبيا

حوض سرت هو صدع قاري ثلاثي الوصلات من حقبة الدهر الوسيط وحقبة الحياة الحديثة (الحوض الممتد) على طول شمال إفريقيا ، وقد بدأ في أواخر العصر الجوراسي. وهي تحد نسبيًا أحواض ساجاتونية وحقراء قديمة مستقرة نسبيًا على طول هوامشها الجنوبية. تمتد المقاطعة إلى البحر الأبيض المتوسط ، مع رسم الحدود الشمالية عند 2000 متر (م) كفاف أعماق.  يحدها من الشمال خليج سدرة وتمتد جنوبا إلى شمال تشاد.

## صفات
يحتل حوض سرت المرتبة 13 بين مقاطعات البترول في العالم ، حيث يحتوي على احتياطيات نفطية مؤكدة تقدر بـ 43.1 مليار برميل (6.85 × 109 م 3) من المكافئ النفطي (36.7 برميل ، 37.7 × 1012 قدم مكعب (1070 كيلومتر مكعب) من الغاز ، 0.1 برميل (0.016 متر مكعب). ) من سوائل الغاز الطبيعي) ، وهي كمية تشكل 1.7٪ من احتياطيات النفط المعروفة في العالم. يتكون الحوض من نظام بترول كامل مهيمن يعرف باسم سرت زلتن.
يعتبر صخر سرت من العصر الطباشيري المتأخر هو طبقة المصدر الأولية للهيدروكربونات.  تتراوح الخزانات في نوع الصخور والعمر من قبو ما قبل الكمبري المكسور ، والخزانات الترابية في العصر الكمبري-الأوردوفيشي من الحجر الرملي جارجاف ، والحجر الرملي النوبي الطباشيري السفلي إلى تشكيل زلتن باليوسين وكربونات الإيوسين عادةً في شكل بيولوجي.
بدأ توليد الهيدروكربون منذ حوالي 50 مليون سنة (ما) في الأحواض العميقة ، حوالي 40 مليون في العديد من المناطق الأخرى ، وقد يستمر حتى يومنا هذا. تتراوح التدرجات الحرارية الأرضية عمومًا من 1 درجة فهرنهايت / 100 قدم إلى 1.8 درجة فهرنهايت / 100 قدم ؛ تمتلك الهورست والكتراب عمومًا أنظمة حرارية مكافئة تقريبًا بالنسبة إلى صخور المصدر الأساسي. على طول الحواف الجنوبية الغربية والغربية للمقاطعة توجد رواسب نارية نفاذة تميل إلى تقليل إمكانات الهيدروكربون لهذه المناطق. مرتفع جيالو عبارة عن كتلة هورست صغيرة نسبيًا في حوض سرت الشرقي. هو الأكثر أهمية والمعروف في المقام الأول بحقول النفط المكدسة في الصخور التي تتراوح من العصر الطباشيري المبكر إلى العصر الأوليجوسيني. هناك عدة مليارات من البراميل من احتياطيات النفط المرتبطة بالهيكل سواء فوق قمة الهورست أو المرافقة للأعلى في الخطف المجاور. 

### الصفات
| كمية                     | إحصائية          |
| ------------------------ | ---------------- |
| أواخر حقبة الحياة الوسطى | التكوين          |
| ≈230،000 كيلومتر مربع    | مساحة الأرض      |
| سرت السجيل               | مصدر الصخور      |
| أسلوب المصيدة السائد     | هيكلية           |
| نوع الصدع                | تقاطع ثلاثي      |
| نظام                     | نظام تيثيان ريفت |

## مساحة الأرض
تتميز مساحة الأرض في حوض سرت بالسهوب الصحراوية وتشمل رواسب إيوليان من ريبيانا وبحر كالانشو الرملي في الصحراء الكبرى. في الشريط الساحلي الشمالي الضيق نسبيًا ، تصل بعض مناطق اليابسة إلى 47 مترًا تحت مستوى سطح البحر. الحوض مُغطى بفسيفساء تتجه نحو الشمال الغربي والجنوب الشرقي من الهورست الضيقة ، وهي خاصية هيكلية مهمة تميزه عن أحواض الكُفرة والمرزق والغدامس المجاورة. 

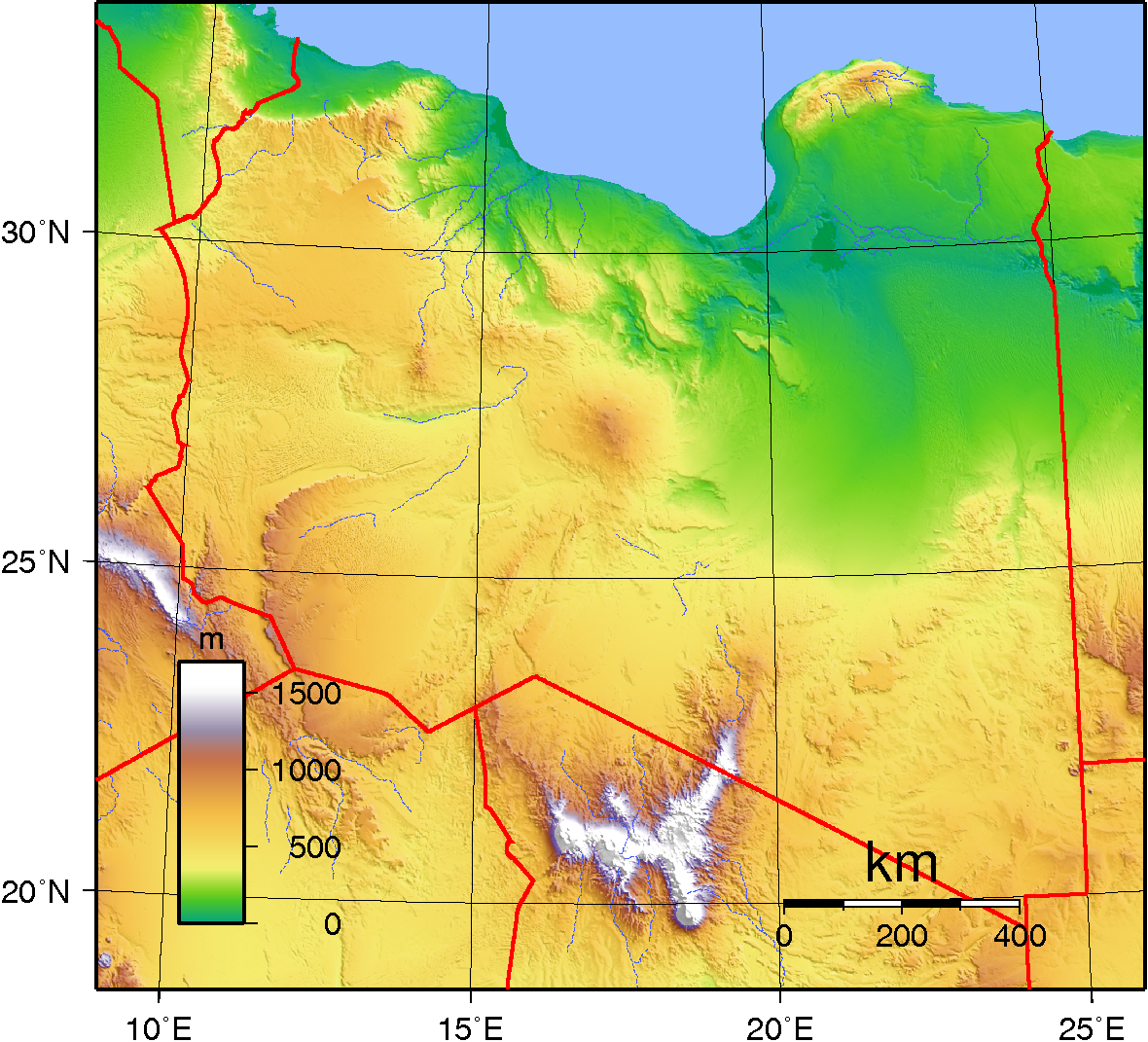
تضاريس ليبيا

تبلغ مساحة حوض سرت حوالي 230.000 كيلومتر مربع ، مع كثافة حفر برية لقطط بري واحد جديد لكل 145 كيلومتر مربع. تبلغ كثافة الحفر الإجمالية للحوض 3.3 بئر لكل 100 كيلومتر مربع ، بمتوسط عمق حقل يبلغ 2100 متر مربع. تشير الدلائل الحديثة على وجود الهيدروكربونات داخل المستخلصات إلى أن هذه المناطق بها خزانات محتملة بالإضافة إلى خزانات صخرية تحت خزانات الكربونات في حوض سرت المركزي. المنطقة البحرية التي تتجاوز أعماق 200 متر غير مستكشفة إلى حد كبير.

## الإعداد الجيولوجي
تعتبر مقاطعة حوض سرت منطقة متصدعة قارية (ممتدة) ويشار إليها كجزء من نظام صدع تيثيان.  وفقًا لمخطط التعيين الخاص بـبالي وسيلسون ، تم تصنيفها على أنها 1211 ؛ حوض كراتونك يقع على مصدات متصدعة سابقة على غلاف صخري صلب وغير مرتبط بتكوين خيوط ضخمة. يصفه كليفورد بأنه حوض كسر داخلي بالقرب من هامش الصفيحة التكتونية ، والذي يتميز بشكل مميز بوجود محور بزاوية مع هذا الهامش.
يتجلى الضعف الهيكلي للمنطقة في فترات متناوبة من الارتفاع والهبوط التي نشأت في أواخر عصر ما قبل الكمبري ، بدءًا من تكوين عموم إفريقيا الذي عزز عددًا من الأجزاء القارية الأولية في غوندوانالاند في وقت مبكر. بدأ التصدع في أوائل العصر الطباشيري ، وبلغ ذروته في أواخر العصر الطباشيري ، وانتهى في أوائل العصر الحجري الحديث ، مما أدى إلى تقاطع ثلاثي داخل الحوض. يتميز حدث صدع العصر الطباشيري المتأخر بتكوين سلسلة من الهورست ذات الاتجاه الشمالي الغربي والتي تتجه تدريجياً نحو الأسفل باتجاه الشرق ؛ يمثل حوض سرت أعمق جزء من الحوض. تمتد هذه الهورست والمضارب من المناطق البرية شمالًا إلى التضاريس البحرية المعقدة التي تشمل السهل السحيق للبحر الأيوني إلى الشمال الشرقي. هذا السهل محاط بالقشرة المحيطية التي يتم إنزالها إلى الشمال والشرق تحت القوس الهيليني. تتأثر مقاطعة بيلاجيان إلى الغرب ، ولا سيما الأحواض المنفصلة لحوض صبراتة والممتدة على طول منطقة صدع برقة الجنوبية (SCFZ) ومنصة برقة إلى الشرق ، بشدة بصدوع الانزلاق الضربي الممتد. إلى الجنوب ، النوبة النوبية هي القبو القاري المستقر لهذا الحوض المتصدع.

## أسلوب فخ
في الجيولوجيا ، يشير مصطلح "المصيدة" إلى السمة الهيكلية الطبقية أو التكتونية التي تضمن تجاور الخزان والختم بحيث تظل الهيدروكربونات محاصرة في باطن الأرض ، بدلاً من الهروب (بسبب طفوها الطبيعي). يهاجر النفط والغاز المحتجزان داخل الوحدة الصخرية المسامية إلى نقطة عالية في الهيكل بسبب كثافتهما المنخفضة. في حوض سرت ، يكون نمط المصيدة السائد هيكليًا (84 بالمائة) ، والباقي يعتبر طبقيًا أو مزيجًا من الاثنين. كأمثلة على المصائد المركبة ، تم العثور على التطورات البيولوجية في مجموعة الباليوسين زيلتن على كتل هورست ، كما يتم تثبيت الفخاخ الطبقية الصخرية مثل في حقل السرير أو المسلة على الهياكل.

## تاريخ البترول
لوحظ أول حدث نفطي تم الإبلاغ عنه في حوض سرت في بئر مياه ساحلية حفرها المستعمرون الإيطاليون خلال الاحتلال الإيطالي. شرعت الحكومة الإيطالية في إجراء تحقيقات جيولوجية للمنطقة وأصدرت خريطة جيولوجية في عام 1934. لوحظت عروض الغاز الطبيعي في أواخر الثلاثينيات ، لكن الحرب العالمية الثانية أوقفت جهود الاستكشاف. تم السماح بالمناقصة التنافسية للحصول على الامتيازات في وقت لاحق بموجب قانونين معدنيين تم تمريرهما في عامي 1953 و 1955 ، وبدأ الاستكشاف من قبل Esso و Mobil و Texas Gulf وغيرها بجمع البيانات السيزمية والمغناطيسية والجاذبية. من 1956 إلى 1961 تم اكتشاف حقول نفط عملاقة. بدأت ليبيا في تصدير النفط في عام 1961 وبحلول عام 1966 أصبحت سابع أكبر دولة منتجة للنفط في العالم. خلال عام 1969 ، تجاوز الإنتاج من حوض سرت الإنتاج السعودي (3 مليون برميل في اليوم). أممت ليبيا صناعتها النفطية في عام 1973 ، وبدأت بعض شركات النفط الأمريكية في الانسحاب في عام 1982 ، بعد الحظر التجاري الأمريكي عام 1981. بحلول عام 1986 ، أمرت الحكومة الأمريكية الشركات الأمريكية المتبقية بوقف أنشطتها في ليبيا. في عام 1992 ، فرضت الأمم المتحدة عقوبات على ليبيا ردًا على تفجير رحلة بان أمريكان رقم 103 في عام 1988. وتم تخفيف العقوبات الإضافية التي طبقها قانون العقوبات الأمريكي لعام 1996 في عام 1999. ومنذ ذلك الحين ، عادت شركات النفط الأمريكية وغيرها لاستئناف عملياتها. في ليبيا ، بقيادة أجيب (إيطاليا) ، أو إم في (النمسا) ، فيبا (ألمانيا) ، توتال (فرنسا) ، نمير (المملكة العربية السعودية) ، ووك (المؤسسة الوطنية للنفط ، كونوكو ، ماراثون ، أمرادا هيس) ، وإيتاب التونسية.  في عام 2020 ، تم نقل العمليات من قبل Wintershall Aktiengesellschaft إلى Sarir Oil Operations. في أغسطس 2021 ، أعلنت شركة نفط الشمال المملوكة للدولة عن خطط لاستئناف العمليات في الحوض. 

## حدوث البترول
في عام 2007 ، قدرت إدارة معلومات الطاقة أن محافظة حوض سرت تحتوي على ما يقرب من 80 ٪ من إجمالي احتياطيات النفط المؤكدة في ليبيا (41.5 مليار برميل (6.60 × 109 م 3) اعتبارًا من يناير 2007) وتمثل ما يقرب من 90 ٪ من إجمالي إنتاج البلاد من النفط. ، والتي كانت 1.80 ميجابايت / يوم (286000 م 3 / يوم) في عام 2006. يوجد أكثر من ثلاثة وعشرين حقلاً نفطياً كبيراً وستة عشر حقلاً نفطياً عملاقًا في المحافظة. تاريخياً ، تم اكتشاف النفط الليبي البري بشكل أساسي ضمن حدود ثلاثة اتجاهات جيولوجية رئيسية تحدث في حوض سرت:
1. الممر الغربي
2. شمال وسط ليبيا
3. الاتجاه الشرقي

ينتج حقل أمل من تكوين أمل الكمبرو-أوردوفيشي وتكوين المراغ الطباشيري المبكر على عمق 10000 قدم (3000 متر). ينتج حقل صرير من الحجر الرملي الطباشيري في خط منحني مع كتل صدع اكتشفت من المسح الزلزالي. ينتج حقل المسلة من الحجر الرملي في نهر سرير الذي يعود إلى العصر الطباشيري السفلي بسمك 27 مترًا وبعمق 2682 مترًا. ينتج حقل النفط انتصار D من قمة شعاب مرجانية من العصر الباليوسيني العلوي بسماكة 385 مترًا وقطرها 5 كيلومترات وعلى عمق حوالي 2700 مترًا .
بسبب ديون الشركات في القطاع ، انخفض إنتاج النفط بمقدار 300 ألف برميل يوميًا في ليبيا ، وانخفض إلى أقل من مليون برميل يوميًا في أبريل 2021 من 1.3 مليون في الشهر السابق.